# Rubín (Mostecká pánev)
Rubín (351,7 m n. m.) je vrch v Mostecké pánvi v jižní části Ústeckého kraje. Nachází se nad vsí Dolánky, čtyři kilometry severovýchodně od Podbořan v okrese Louny. Na vrcholu se nachází pravěké a raně středověké hradiště Rubín.

## Přírodní poměry

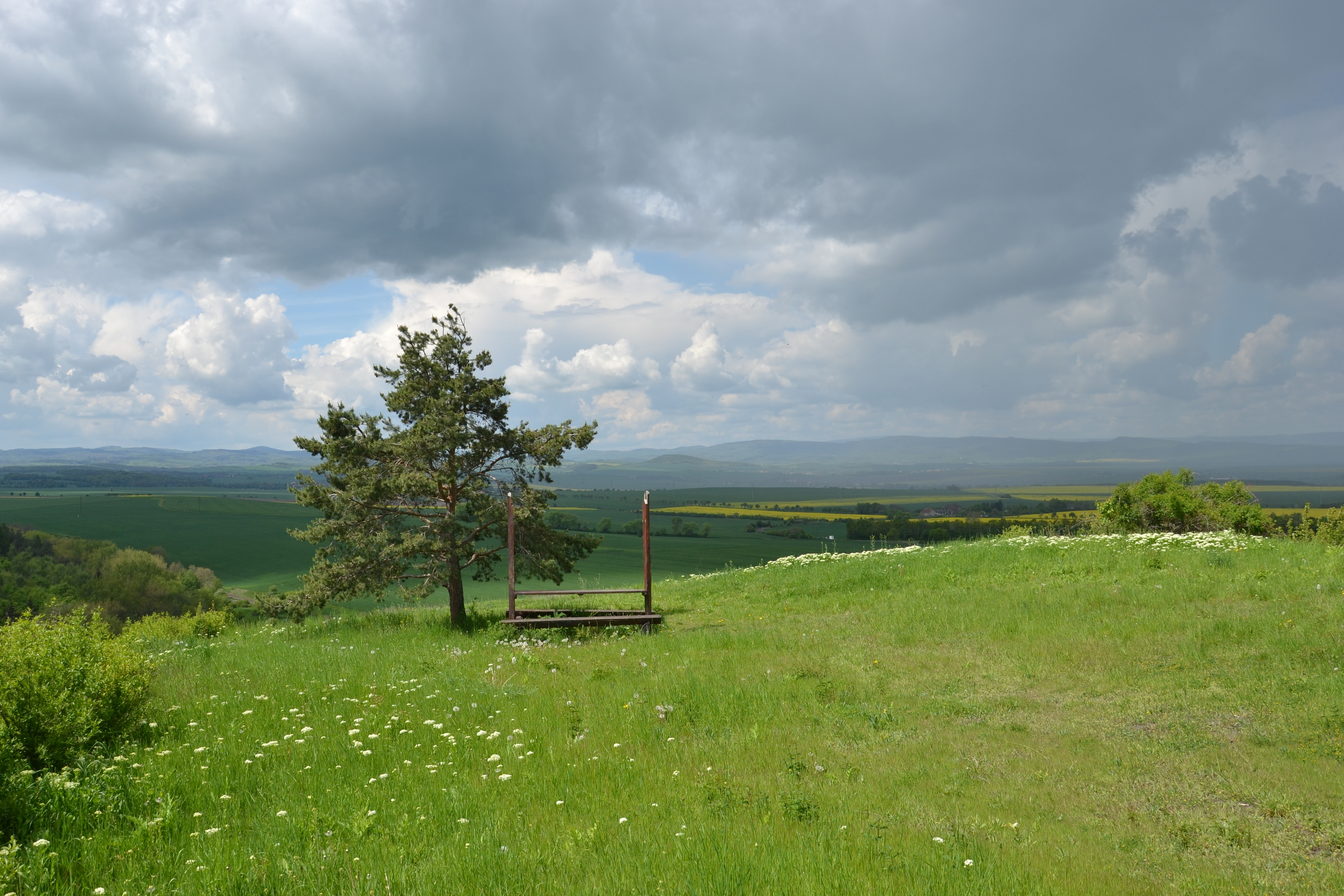
Vrcholová plošina

Bazanitový vrch s nadmořskou výškou 351,7 metru vznikl vypreparováním třetihorní diatrémy. Nachází se nad pravým břehem Doláneckého potoka, jehož údolí převyšuje o více než osmdesát metrů, a od severu a západu tak tvoří výraznou krajinnou dominantu. Na jižní a východní straně je převýšení podstatně menší. Vrcholová část o rozměrech zhruba 110 × 60 metrů je poměrně plochá a protažená ve směru západ–východ. V Geomorfologickém členění Česka je součástí celku Mostecká pánev, podcelku Žatecká pánev a okrsku Čeradická plošina.
Rubín je hodnotným stanovištěm teplomilné květeny. Na přelomu 19. a 20. století zde v řadě menších lomů probíhala těžba kamene.